# Kelly Morrison

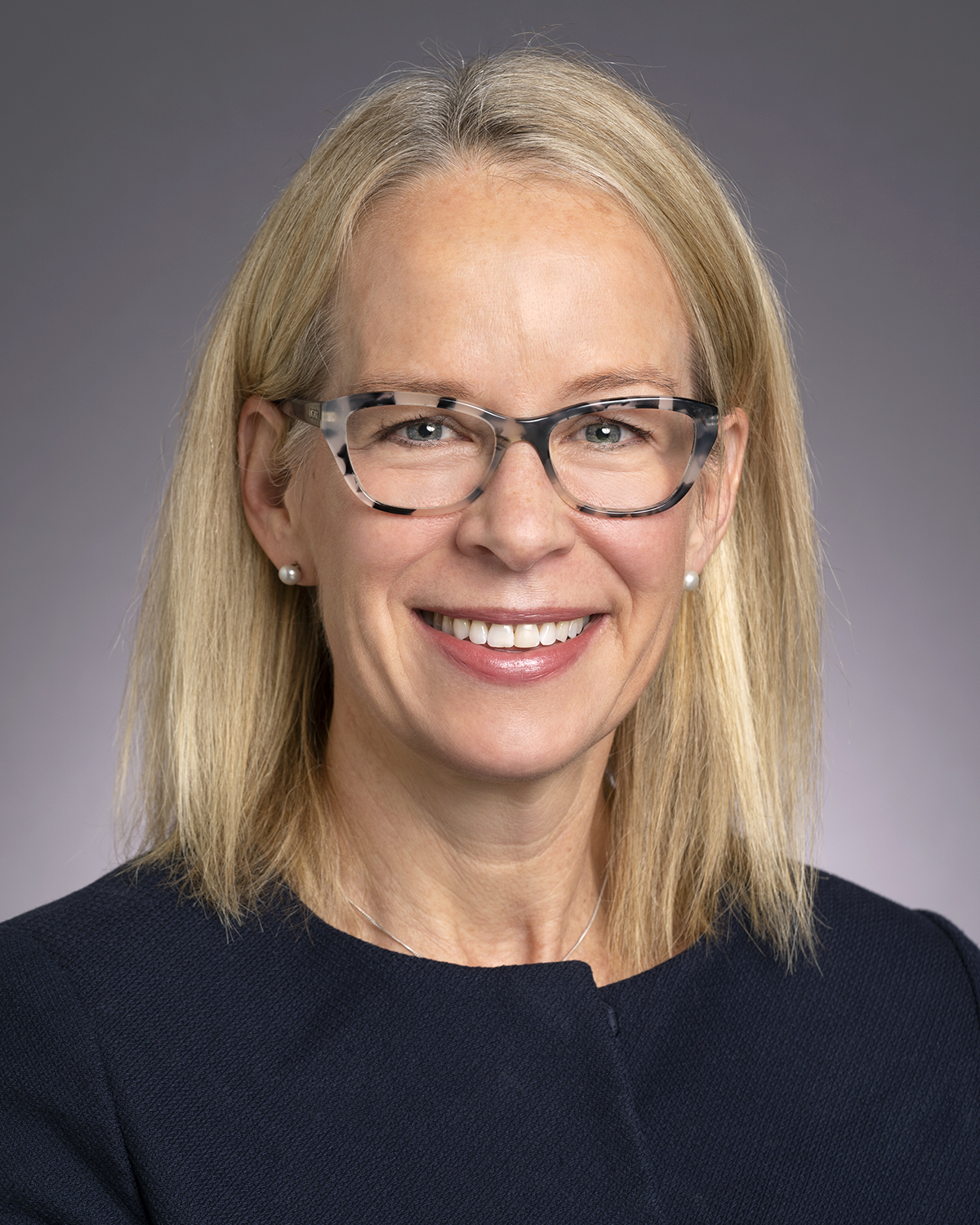
Kelly Morrison, 2022

Kelly Louise Morrison (* 2. Februar 1969 in Minneapolis) ist eine US-amerikanische Ärztin und Politikerin der Demokraten. Sie saß ab 2019 im Repräsentantenhaus von Minnesota und von 2023 bis 2024 im Senat von Minnesota. Morrison wurde 2024 im 3. Kongresswahlbezirk Minnesotas in das Repräsentantenhaus der Vereinigten Staaten gewählt.

## Leben
Kelly Morrison studierte nach dem High-School-Abschluss in ihrem Geburtsort zunächst an der Yale University Geschichte und schloss das Studium 1991 mit dem Bachelor ab. Sie studierte dann Medizin an der Case Western Reserve University und schloss das Studium 1997 mit dem M.D. ab.
Morrison ist beruflich als Gynäkologin und Geburtshelferin tätig.
Sie lebt mit ihrem Ehemann und drei Kindern in Deephaven.

## Politik
Der Ausgang der Präsidentenwahl 2016 und Donald Trumps Versprechen, Richter zu ernennen, die Roe v. Wade aufheben würden, war für Morrison der Grund 2018 selbst zu kandidieren. Sie trat 2018 im Wahlkreis 33B an, ohne in der Vorwahl einen Gegenkandidaten zu haben. In der Hauptwahl in Carver County und Hennepin County setzte Morrison sich dann am 6. November 2018 gegen die republikanische Amtsinhaberin Cindy Pugh durch. Sie verteidigte den Sitz 2020 erfolgreich und wurde wiedergewählt.
Bei der Staats-Senat-Wahl 2022 konnte Morrison die Republikanerin Kathleen Fowke im 45. Wahlkreis in den südlichen Vororten der Twin Cities mit 56 % der Stimmen schlagen. Am 6. Juni 2024 trat sie wegen ihrer Kampagne zum Repräsentantenhaus in Washington, D.C. zurück. Der frühe Zeitpunkt bewirkte, dass die Nachwahl zur Besetzung des Senatssitzes mit der Wahl zum U S. Repräsentantenhaus zusammenfiel.
Morrisons Vorgänger Dean Phillips bewarb sich um die Präsidentschaftskandidatur 2024 der Demokratischen Partei und erklärte im November 2023, dass er daher zur Kongresswahl 2024 zum 119. Kongress im 3. Kongresswahlbezirk nicht antrete.
Kelly Morrison kandidierte dann in dem den Großteil des Hennepin County und Teile des Anoka County umfassenden 3. Kongresswahlbezirk. Eine Vorwahl fand weder bei Demokraten noch bei Republikanern statt, sowohl Morrison wie auch der Republikaner Tad Jude waren damit für die Wahl im November gesetzt. Sie gewann die Hauptwahl mit 58,5 % gegen Jude.

### Positionen
Als Gynäkologin denkt sie, dass Dobbs v. Jackson Women’s Health Organization die Vereinigten Staaten an den Rande einer Gesundheitskrise in der Muttersorge gebracht habe.